# 梁子乡
梁子乡，是中华人民共和国四川省凉山彝族自治州宁南县曾经下辖的一个乡。2019年12月，撤销梁子乡，原梁子乡元宝村1至3组所属行政区域划归竹寿镇管辖，将原梁子乡梁子村、垮山村、水子树村、元宝村4至6组所属行政区域划归石梨镇管辖。

## 行政区划
梁子乡撤销前下辖以下地区：
元宝村、梁子村、垮山村和水子村。